# Friday Elahor
Friday Elahor (14 novembre 1967) è un ex calciatore nigeriano, di ruolo centrocampista.